# المراسم الملكية السعودية
المراسم الملكية السعودية جهاز حكومي سعودي يعنى في الأساس بالتشريفات الملكية كاستقبالات الضيوف وإقامتهم وتوديعهم ويرتبط بالديوان الملكي السعودي. ويعرف البروتوكول بأنه القواعد التي تحكم الممارسة الدبلوماسية ويرجع أصل لفظ "protocole" إلى الكلمة اليونانية القديمة "protokollon"، والمملكة العربية السعودية في ممارستها للمراسم تخضع لما يحكم بقية دول العالم في الجوانب التي تشمل قواعد الأسبقية في التقدم والصدارة وكذلك الأسبقية بين الدول وملوكها ورؤسائها، وأيضاً الأسبقية بين رؤساء البعثات الدبلوماسية والقنصلية، بالإضافة إلى قواعد الأسبقية في الحفلات والمآدب، كما تلتزم المملكة بما هو معمول به في قواعد الأسبقية في منظمة الأمم المتحدة وغيرها من الأسبقيات التي ينظمها العرف الدولي للمراسم والبروتوكولات.

## نبذة عامة
لم تعرف التشريفات الملكية (هكذا كان اسمها في البداية) كوظيفة إلا في عهد الملك عبد العزيز، أما في عهد الدولة السعودية الأولى والدولة السعودية الثانية فكان هناك رجل يتولى مهمة إدخال رؤساء العشائر وأمراء المناطق على الإمام للسلام عليه وقضاء بعض حوائجهم.
تشكل الديوان الملكي في عهد الملك عبد العزيز عام 1344 هـ وكان من ضمن الأقسام التي أنشئت فيه بعد توسع الدولة «تشريفاتي قصر جلالة الملك» وكان أول من تولى هذه المهمة فؤاد شاكر إذ وجه إليه نائب الملك حينها، الأمير فيصل بن عبد العزيز، خطابا بتاريخ 28 محرم 1366هـ ونصه «حضرة المكرم فؤاد شاكر، لقد صدرت الإرادة الملكية في خطاب الديوان العالي رقم 2 / 23 / 228 تاريخ 20 / 1 / 1366هـ بأن تلقبوا بلقب (تشريفاتي قصر جلالة الملك) لإحاطتكم علمًا بذلك حرر».
في أوائل عهد الملك سعود تقرر تأسيس إدارة التشريفات الملكية في صفر 1375هـ، وكان أول رئيس لها صالح إسلام وتعاقب عليها في عهد الملك سعود خمسة رؤساء خلال ثمان سنوات. قبل تعيين أحمد عبد الوهاب الذي بقي رئيسا للتشريفات الملكية 21 عاما، عاصر فيها ثلاثة ملوك: الملك فيصل والملك خالد والملك فهد، ويعد المؤسس الحقيقي للمراسم السعودية وكان وراء تأسيس وتطوير إداراتها ومبانيها.
بعد تولي الملك فيصل الحكم أمر بفصل ميزانية التشريفات الملكية عن الديوان الملكي، وأصبح رئيسها بمرتبة سفير مرتبط بالملك مباشرة، وأنشئ مكتب رئيس التشريفات الملكية، وذلك في رجب عام 1384هـ. (ملاحظة كانت التشريفات عند فصلها عن الديوان تضم قسمين منذ تأسيسها عام 1375: قسم الإدارة ويستقبل جميع الأوامر السامية عن مواعيد وصول الضيوف، ويتولى إرسال البرقيات والمراسلات للجهات المعنية، وتعميد الفنادق بإنزال الضيوف، وتدقيق الفواتير وإحالتها لإدارة القصور والضيافات الحكومية لتسديدها ويساعد في ذلك مسؤول قسم الضيوف والفنادق، والقسم الثاني يتلقى توجيهات رئيس التشريفات الملكية بموعد وصول الضيوف ومراسم القدوم، فيقوم بتأمين عدد السيارات اللازمة للضيوف من كراج المراسم الملكية وتكليف الأمناء باستقبال الضيوف كل حسب مستواه، ومرافقتهم إلى الأماكن المخصصة)، وفي عام 1385هـ أنشئت إدارة الشؤون المالية وشؤون الموظفين، ثم تشكل قسم هندسة وصيانة قصور الضيافة ومقره جدة، وفي عام 1386هـ تأسس فرع التشريفات الملكية في المدينة المنورة، لاستقبال وإسكان وتوديع ضيوف الملك خلال موسم الحج وشهر رمضان، ومن يقوم بزيارة المدينة المنورة، وعين أول مسؤول له عبد العزيز بن محمد إلياس.

## رؤساء التشريفات الملكية قبل تحولها إلى المراسم
- صالح إسلام 1375 (صفر - رمضان)
- اللواء علي جميل 1375 - 1380
- عبد المنعم عقيل 1380 (جمادى الأولى - رجب)
- السفير فؤاد ناظر 1380 - 1381
- محمد بن سليمان العنبر	1381 - 1382
- عبد المنعم عقيل	1382 - 1383
- عبد العزيز ماجد (كلف بأعمال رئاسة التشريفات الملكية بالنيابة)	1383 - 1384
- أحمد عبد الوهاب (المؤسس الحقيقي للمراسم السعودية) 1384 - 1389

## تحولها إلى المراسم الملكية
تحول اسم التشريفات الملكية إلى إدارة المراسم الملكية في رجب 1389هـ بناء على أمر الملك فيصل، وتأسست إدارة جديدة في عام 1389هـ هي إدارة الأوسمة، وفي عام 1403هـ صدرت موافقة الملك خالد بن عبد العزيز على ضم الإدارة العامة لقصور الضيافات الحكومية التابعة لوزارة المالية والاقتصاد الوطني إلى المراسم الملكية، وهذه الإدارة تأسست في عهد الملك عبد العزيز وكانت تعرف بالخاصة الملكية، ويرأسها عبد الرحمن الطبيشي، ثم ضم إليها الكراج في عهد الملك سعود.

## رؤساء المراسم الملكية
- أحمد عبد الوهاب 1389 - 1405هـ
- منصور الخريجي 1405 - 1406هـ
- محمد بن عبد الرحمن آل الشيخ 1406- 1426هـ
- محمد بن عبدالرحمن الطبيشي 1426 - 1436 هـ
- خالد بن صالح العباد 1436هـ.

## أهداف المراسم الملكية
1. الترتيب لارتباطات خادم الحرمين الشريفين وسمو ولي العهد.
2. ترتيب زيارات خادم الحرمين الشريفين وسمو ولي العهد الداخلية والخارجية.
3. ترتيب زيارات القادة القادمين إلى المملكة واستضافتهم وتأمين تنقلاتهم، وكبار ضيوف الدولة ممن يصدر الأمر الكريم باستضافتهم.
4. ترتيب جميع المناسبات الرسمية التي يحضرها خادم الحرمين الشريفين وسمو ولي العهد.
5. إنفاذ نظام الأوسمة والميداليات السعودية.
6. تنظيم مراسم تقديم أوراق اعتماد السفراء الأجانب.
7. المشاركة في تنظيم القمم والمؤتمرات التي يحضرها خادم الحرمين الشريفين وسمو ولي العهد.
8. استضافة ضيوف المقام الكريم للحج والعمرة.

## مهام إدارة المآدب والحفلات
تتلقى إدارة الحفلات المنظمة للحفل الاعتذارات، وتعد خارطة يكتب عليها أسماء المدعوين حسب أسبقيتهم، ويكون الترتيب كالآتي:
- بالنسبة للضيوف بموجب البيان المقدم من مراسم دولتهم ويكون لهم الصدارة بين السعوديين.
- يرتب جلوس الأمراء على المائدة بوضع كروت عليها ويكون ذلك بحسب السن.
- يرتب جلوس أعضاء مجلس الوزراء وكبار المسؤولين حسب تاريخ تعيينهم في الوظيفة، والعسكريين حسب الرتبة العسكرية.
- يرتب جلوس كبار الأعيان والوجهاء وبقية المدعوين حسب مقام وأهمية كل منهم.
- تحديد الموعد المناسب لحفل مراسم تقديم أوراق اعتماد السفراء المعتمدين بالمملكة مع الملك.
- ترتيب استقبال ضيوف الدولة الذين يصلون في مواسم الحج أو العمرة وتأمين ما يلزمهم من مواصلات وإسكان وضيافة كاملة حتى مغادرتهم.
- ترتيب مراسم حفل الحج السنوي، وكذلك مراسم السلام بمناسبة عيدي الفطر والأضحى.
- ترتيب لقاءات المواطنين مع خادم الحرمين الشريفين وولي العهد في المقابلات والجلسات الأسبوعية والاحتفالات الرسمية.
- التوفيق بين رغبة الضيف عند إعداد برنامج الزيارة الرسمية وعادات وتقاليد المملكة.
- تطلب المراسم بعض المعلومات المهمة قبل الانتهاء من إعداد برنامج زيارة الضيف، وهي:
  - التاريخ والموعد المحدد لوصول الضيف ومغادرته المملكة.
  - أسماء وصفات أعضاء الوفد المرافق للضيف حسب أسبقيتهم.
  - علم الضيف الزائر - إن كان له علم خاص - أو علم دولته الوطني.
  - السلام الوطني لدولة الضيف.
  - رغبة الضيف في الزيارة أو العمرة إن كان مسلما أو الأماكن التي يرغب في زيارتها والمسؤولين الذين يرغب في محادثتهم.
  - فصيلة الدم للضيف أو أي إرشادات طبية تلزم صحة الضيف.
  - واسطة النقل الطائرة التي سيصل عليها خاصة أو تجارية.
  - نوع الطائرة وعلامة النداء وعدد الملاحين وخط السير.
  - صورة للضيف.
  - نبذة عن حياته إن تيسرت.

وللسعودية تصنيف يوضح أنواع الزيارات كما تتميز المملكة عن غيرها من الدول بزيارات الحج والعمرة الزيارات الستة للمملكة:
1. زيارة رسمية.
2. زيارة عمل.
3. زيارة خاصة.
4. زيارة حج أو عمرة.
5. زيارة لحضور مؤتمر.
6. زيارة لحضور حفل وطني.[3]

## اختصاصات المراسم الملكية السعودية

### الاختصاصات الخاصة بمراسم استقبال الضيوف الضيوف
تتلقى المراسم الملكية أمر المقام السامي وغالبا ما يكون خطيا باعتماد استقبال واستضافة الزائر للمملكة، ويحدد في الأمر موعد وتاريخ وصول الضيف والطائرة القادم عليها ومدة الزيارة ونوعها.
ترسل المراسم الملكية فورا البرقيات اللازمة للجهات المعنية لاتخاذ ما يلزم كل فيما يخصه.
يكلف أمناء وموظفو المراسم كل فيما يخصه بترتيب وتنظيم الاستقبال والتوديع، وترتيب الحفلات وتوزيع الإسكان والسيارات، وتحديد برنامج الضيف وتوزيعه على الجهات المعنية. وأما ضيوف الدوائر الحكومية فهي تقوم باستقبالهم واستضافتهم.
التنسيق مع الدوائر الأمنية كل فيما يخصه من أجل سلامة ونجاح زيارة كل ضيف يصل إلى المملكة حتى مغادرته.

### الاختصاصات العامة للمراسم الملكية
- الإعداد لتقديم الأوسمة والميداليات وتأمينها مع الهدايا اللازمة لكبار الضيوف الذين يصلون إلى المملكة، أو خلال زيارة الملك آو ولي العهد إلى إحدى الدول.
- الالتزام بما جاء بنظام العلم الذي صدر عن المراسم الملكية، وإبلاغ الجهات المعنية برفع الأعلام السعودية مع علم الضيف الزائر في المطار وعلى الميادين ودور الضيافة.
- الإشراف على جميع الاحتفالات الرسمية التي يحضرها الملك أو ولي العهد.
- تنظيم مراسم حفل تقديم أوراق اعتماد السفراء الجدد بالتنسيق مع إدارة المراسم بوزارة الخارجية.
- ترتيب مراسم أداء القسم.
- العمل على ترتيبات استقبال الملوك والرؤساء الذين يصلون إلى المملكة لعقد مؤتمر قمة إسلامي أو عربي، أو دول مجلس التعاون لدول الخليج العربية.
- تصميم النماذج ورسوم المخططات التي تلزم لإنشاء قصور الضيافة والإشراف على الأعمال الإنشائية ومن ثم صيانتها.[5]
- مسك سجل لكل نوع من الأوسمة وأوامر منحها ويتم تنظيم ذلك بحسب فهرس الحروف الأبجدية.
- إعداد براءات الأوسمة التي تمنح.
- التحقق من الاقتراحات المتعلقة بمنح الأوسمة بدرجاتها ومدى توافقها مع النظام.

## إلحاقها بالديوان الملكي
في عهد الملك سلمان بن عبدالعزيز جرى ضم المراسم الملكية للديوان الملكي بعد صدور الأمر الملكي رقم أ/141 بتاريخ: 20/4/1440هـ.

## المراسم بوزارة الخارجية السعودية
تم تأسيس إدارة المراسم الخاصة بـوزارة الخارجية في شهر رجب 1349هـ، وهي إدارة مستقلة عن المراسم الملكية وتقوم بالأعمال التالية:
- تتولى ترتيبات السفراء، وجميع أعضاء السلك الدبلوماسي المعتمدين بالمملكة.
- كما تقوم بشؤون الديوان الملكي من مكاتبات ومراسلات دبلوماسية تسمى بالحقيبة الدبلوماسية.
- تبلغ المقام السامي بالزيارات الخارجية أو الجهات المعنية المدعوة لخارج المملكة أو وصول ضيف أو مبعوث رسمي، وترتب الإجراءات اللازمة لكبار رجال الدولة في هذا المجال.
- وتشارك المراسم بوزارة الخارجية في تنظيم المؤتمرات والحفلات الرسمية التي يحضرها أعضاء السلك الدبلوماسي مع المراسم الملكية.
- أيضاً تستقبل المعاملات المتعلقة بالاستئذان لهبوط الطائرات الأجنبية التي تقل الوفود الرسمية في مطارات المملكة وتعمل مع الجهات ذات العلاقة لتسهيل هذه العملية.
- تتولى مهمة إقامة التمثيل الدبلوماسي مع الدول الأجنبية واستقبال المبعوثين الدبلوماسيين وذلك بتوجية من السلطات العليا في الدولة.
- تشرف المراسم على الحفلات التي يقيمها وزير الخارجية لتكريك كبار ضيوف الوزارة.
- تصدر كذلك البطاقات الدبلوماسية ولوحات السيارات الخاصة بالهيئات الدبلوماسية.
- تنفذ الامتيازات والحصانات الدبلوماسية ومساعدة أعضاء الهيئة الدبلوماسية في مايحتاجون في عملهم .
- تصدر الجوازات الدبلوماسية والخاصة.[3]